# 落ちてきた龍王と滅びゆく魔女の国
『落ちてきた龍王〈ナーガ〉と滅びゆく魔女の国』（おちてきたナーガとほろびゆくまじょのくに）は、舞阪洸による日本のライトノベル。イラストはよう太が担当。MF文庫J（メディアファクトリー→KADOKAWA）より2012年7月から2017年10月まで刊行された。
メディアミックスとして、『月刊コミックフラッパー』（同）にて村松麻由によるコミカライズが2013年5月号から2015年3月号まで連載され、2015年8月31日にはとらのあなから本作のドラマCDが発売された。

## 登場人物
声はドラマCDのキャスト。

### 主要人物

#### 主人公
ナーガ
声 - 島﨑信長
本作の主人公。異界から落ちてきた青年。
記憶を失っており、自分の名前の一部にナガとついていたことだけ思い出せたため、魔女たちからナーガ（龍王）と呼ばれるようになる。
自分で明言しているとおり目の前にあるものをそのまま受け容れる性格をしており、未知のものである魔法を目の当たりにしてもあっさり許容してしまい恐れる様子がなかった。記憶がないことについても思い悩んだりするようなことはなく、そのうち思い出すだろうと気軽に構えている。
ハリガンとユウキが入浴中の湯殿に落ちてきて魔女たちと出会う。初対面でいきなりハリガンの胸を揉んでおり、その後も度々魔女たちにセクハラじみた行動をとるなどかなりのすけべ。当初はそれを指摘されると否定していたが徐々に開き直るようになっている。一宿一飯の恩義を返すという理由で戦いに加わるが、魔女たちの現状を理解し、臆することなく立ち向かう姿勢に共感したことで彼女たちの力になりたいと思うようになる。魔女と人が共に暮らせる世界を創るという壮大な理想を掲げるが、ただの夢想家というわけではなく実現していくためのプロセスについても考えており、ヴィータからはとんでもない理想主義者であると同時に現実主義者と評されている。
戦に関しては質より量という考え方だが、少数戦力の魔女たちをそれぞれの魔法の特性を上手く利用した策を立てて勝利へと導く。
シュバイツ川での戦いで敵の指揮官との一騎討ちの際、無意識のうちに名乗りを上げたことで本名が判明した。だがあくまで無意識にしたことなので本人に自覚はなく記憶も戻っていない。その本名は『織田三郎信長』。地球の安土桃山時代で天下統一を唱えた戦国大名その人である。

#### 魔女

##### ハインドラ一族
ハリガン・ハリウェイ・ハインドラ
声 - 浅川悠
黒い森に住む魔女たちの氏族の一つ、ハインドラ一族の長。髪を自在に操る魔法の使い手で、その魔法を応用して木で作った木偶人形を操ることもできる。
一族の魔女たちからは「姉様」「姉上」「ハリ姉」などと呼ばれ、彼女の方は一族の魔女たちを「我が娘」と呼ぶことがあるが、血の繋がった姉妹や母娘というわけではなく、魔女の掟でそのように呼ぶことが決まっているためである。
人間たちの攻勢により追い詰められた状況をどうにかしたいと思案していたところでナーガと出会い、異界人であるナーガなら現状を打破する術を知っているかもしれないと考え自分たちのもとに置くことを決める。当初は足手まといになるようなら放り出せばいいという打算的な考えもあったが、共に戦っていく中で彼を信頼するようになる。
黒い森の中でハインドラ一族が住む領域は森の入り口に面しており、人間達の攻撃に対して矢面に立って戦ってきたため、人間の側にも彼女のことはよく知られている模様。
アイス・アイシュリア・ハインドラ
声 - 浅野真澄
身体能力を強化する魔法の使い手。魔法で強化したときに繰り出される拳と蹴りの威力はすさまじく、ナーガから人間破城槌と称される。
面倒見がよくハインドラ一族の魔女たちの姉貴分的な存在。レラからも（精神的に）強い女性と評されるなど頼りにされており、ハリガンと彼女が賛成したことには誰も反対しないだろうと言われている。
体が大きいことから体重のことを周りからよくネタにされるが、そうすると笑顔のまま怒る。葡萄酒を酒樽ごと飲むほどの底無しの酒飲みで、酔うと説教を始めるなど酒癖が悪い。
ユウキ・ユウミ・ハインドラ
声 - 赤﨑千夏
風を操る魔法の使い手。
人間の男が大嫌いでナーガにも当初は敵意を表していたが、今ではその感情もかなり和らいでいる。黒い森でひっそりと暮らす自分たちを滅ぼそうとする人間の理不尽さに怒りを抱いており、戦いでは積極的に人間の兵を殺そうとし、そのためなら危険な任務であっても進んで引き受ける。また飛空挺と呼んでいる細長い板に乗って空を飛ぶこともできるため、偵察や伝令などの役目をよく任される。
そこまで人間を目の仇にするのには理由があった。幼いころ、心無い人間達により親が嬲り殺しにされたという悲しい過去を経験していて、１人生き残った自分はいずれ人間達に復讐しようと考えていた。
レラ・ライラ・ハインドラ
声 - 伊藤かな恵
呪符を使った魔法の使い手。呪符に書く呪文によって様々な効果を発揮することができ、当初言葉が通じなかったナーガも彼女の呪符の力で会話が可能になった。
理知的で冷静な性格をしており、変なところで言葉を区切る特徴的なしゃべり方をする。ナーガのいた世界に興味を示し、ユウキの水浴びを覗いたナーガに黙っている代わりに記憶が戻ったらナーガの世界のことを教えて欲しいと取り引きを持ち掛けている。
クゥ・クゥネリアス・ハインドラ
声 - 相内沙英
体に巻きつけた革帯を操る魔法の使い手。革帯は服を兼ねているため、使えば使うほど肌面積が広くなっていく。
普段は革帯を操って物を持つため、自分の手で重いものを持つのが苦手。
ノノエル・ノリス・ハインドラ
声 - 照井春佳
水を自在に操る魔法の使い手。水を槍や盾のように使ったりするだけでなく、水中の酸素を集めて水の中で呼吸を可能にしたり、光の屈折率を変化させ水中にいる自分の姿を見えないようにするなど応用の幅が広い。
控え目な性格をしており、リスのような小動物を連想させる。
ケイ・カネーシュ・ハインドラ
声 - 野中藍
自分の体を金属のように硬質化させる魔法の使い手。硬化させた体は剣も矢も通さず鉄壁の防御力を誇り、それを生かした接近戦を得意とする。
魔女たちの中では珍しく活発で人見知りしない性格でナーガとも少し話しただけで数年来の友人のように接する。本来魔女たちは父親のことを何も知らないのだが、ケイだけは少し覚えているらしく父親の背中に背負われているような思い出があると語っている。
イクシーヌ・エレノ・ハインドラ
体の入れ墨を操る魔法の使い手。
馬の扱いが上手い。
セレナ・セレンディティ・ハインドラ
視点を上空に移動させる「天眼」という魔法の使い手。
戦い向きの魔法ではないが、周囲の情報把握に長けているため、偵察任務に重宝されている。
リンネ・リリカ・ハインドラ／リンナ・リルカ・ハインドラ
双子の魔女。五感を鋭敏にすることができる魔法の使い手。また片方が受けた五感をもう一方に共有することもできる。
いつも二人で行動する。
アルルカン・ニャ・ハインドラ
獣と会話する魔法の使い手。魔法が発動すると左右で瞳の色が変わる。
語尾に「ネ」を付ける喋り方をする。
エレオノーザ・エリューシュ・ハインドラ
自然を操る魔法の使い手。仕込みに時間が掛かるという欠点がある。
ランジュ
自分の体に纏う影に呑み込んだ物を別の場所へと飛ばす魔法の使い手。
ハリガンからの信頼も篤く、前線で戦っているハリガンに代わって森で留守役を務めていたが、八八旅団との決戦で参戦する。ナーガの本質を見抜いているかのような発言をしている。やや冷淡な一面があり、戦ではいちいち物騒なことを言うため周りからよくつっこまれる。
リュリューシュ
年少の魔女。まだ子供なので戦には参加せず森で留守番をしている。
偉大なる魔女王の魂を受け継ぐ者と自称し尊大な態度をとるが、ハリガンからは誇大妄想だと思われている。

##### スレイマーヤ一族
ヴィータ・スールシャール・スレイマーヤ
黒い森に住む魔女たちの氏族の一つ、スレイマーヤ一族の長。重さを操る魔法「奏の軽重」の使い手。
幼女のような外見をしているがハリガンよりも年上で一族の魔女たちからは「母様」と呼ばれる。スレイマーヤ一族はハインドラ一族と隣接する領域に住んでいるため、ハリガンたちとは少なからず親交がある。ハリガンからは偏屈で嫌みで尊大で協調性がなく独善的でわがままな嫌われ者と評され、アイスがひねくれ者と呟いたときはエリュシオーネまで賛成していた。
カサンドラ王国軍を撃退したナーガに興味を持ち、彼の誘いに応じて協力することを決める。ナーガの存在が黒い森の魔女たちを糾合するきっかけになることを期待している。
エリュシオーネ・アニアン・スレイマーヤ
マンテラとマンテラの間を空間移動する魔法の使い手。ただし肉体だけしか移動できないため着ているマンテラの下は基本的に裸である。
ヴィータの片腕的存在で「エリュー」又は「エリュシー」という愛称で呼ばれる。戦闘力は高いが頭は悪いらしい。
リィリィ
強力な雷撃魔法の使い手。
ユウキとの相性がよく、よく一緒に行動する。
魔女討滅軍との戦いで、ユウキの操る飛空挺から敵陣の真っ只中に落下してしまい槍で串刺しにされ、戦死する。死後はライバッハたちとともにカサンドラ王国の救国の英雄として弔われた。

##### ルフォー一族
エンスーヤ・エンデ・ルフォー
黒い森に住む魔女たちの氏族の一つ、ルフォー一族の長。他者の魔力を強化することができる。愛称はエンヤ。
ルフォー一族は総勢で6人しかいない弱小な一族なため、決まった縄張りを持たず森の中を移動しながら暮らしている。同じ長でもハリガンやヴィータよりも若く、二人に比べて威厳や迫力というものがあまりない。少年のような印象をしている。
レンスールの街の制圧作戦の前にナーガたちの仲間に加わるため、かつて世話になったヴィータを頼ってくる。

### カサンドラ王国
ライバッハ･ランティエス
カサンドラ王国軍の中隊長。
叩き上げで中隊長にまでなっており、部下からの信頼は厚く実戦経験も豊富である。過去に蛮族との戦で妻と娘を亡くしており、家族を守れなかったことを悔いている。魔女に対してあまり偏見をもっておらず、ノノエルやケイと対面したときは普通の女の子という感想を抱き、自分たちが抱いていたイメージをかけ離れていることに戸惑っていた。
魔女の戦力評価のため魔女の砦に攻撃を仕掛けるが、欲を出して砦を占拠しようとしたことでナーガの策に嵌まり部隊に多数の損害を出したため輜重部隊に左遷されてしまう。シュバイツ川の戦いの後、新たに将軍となったグィスカルによって中隊長に戻されるが、見張りの任務中にノノエルに捕まり魔女の捕虜となってしまう。魔女の砦で見たユウキの姿が亡くなった娘によく似ていたことに衝撃を受け、家族を守れなかった後悔と悲しみを思い起こしたことで、ナーガの語る魔女と人が共に暮らせる世界を創るという理想に共感するようになる。ナーガの説得に応じてエインの砦の情報を提供し、ナーガが宣言どおりに双方に犠牲を出さずにエインの砦を攻略したことを見届けた後、部下にして欲しいと申し出、ナーガや魔女たちの仲間となる。
魔女国の建国を機にカサンドラ王国への親書を届け、魔女とカサンドラ王国との間を取り持つ連絡役となるが、直後のグリスタン率いる魔女討滅軍との戦いの中で、危機に陥ったユウキを庇って致命傷を負い、妻子の幻を見ながら息を引き取った。その死はカサンドラ王国の兵士だけでなく魔女達や奴隷兵ら多くの者から悲しまれ、死後はその功績によりカサンドラ王国の救国の英雄として弔われた。
カサンドラⅢ世
カサンドラ王国の国王。
アイユーブ枢機卿の甘言に乗って黒の森侵攻軍を組織するが、侵攻軍は返り討ちにされエインの砦まで奪われたことで窮地に立たされる。旧教会の主導で周辺諸国による魔女討伐軍が組織されるという状況の中、過労で倒れてしまい、グィスカルを国王代理に任命した。
グィスカル/カサンドラ四世
カサンドラ王国国王の甥。引責辞任したゲオバルク将軍の後釜として新たな将軍となり、後に国王代理となる。
元々軍で主計官をしており、実務面でそれなりの才能を見せていたものの実戦経験は無いに等しい。ライバッハをはじめ前任のゲオバルク将軍の配下だった者達を危険な任務に就け、使い捨てのように扱っているため彼らからの忠誠心は低い。
王であった父が早世し叔父に王位が渡ったという経緯から、国王の座を取り戻すという野心を秘めているが叔父から簒奪するつもりはなく、実績を積んで認めさせることで王位を手に入れるという算段だった。自分の力を冷静に弁えており無茶な行動は控える傾向が強いが、魔女と討伐軍に挟まれるという切迫した情勢の中、国王代理に任命され国王の座も間近となったことで、カサンドラ王国＝自分の国という意識が強くなり、討伐軍に対して疑心を抱くようになる。
その後、念願の王位に就くが、グリスタンたちに一方的に魔女支援国家と認定されてしまい、リガヤの進言に従って魔女たちと手を組むことを決める。
リガヤ
グィスカルの副官。
グィスカルが国王となってからは国王補佐となる。

### 旧教会
アイユーブ枢機卿
旧教会本部の聖職者で辺境管区を束ねる枢機卿。
カサンドラⅢ世を焚き付けて魔女の討伐を促しており、黒の森侵攻軍を組織させた黒幕とも言える人物。表面的には柔和な態度を保っているが冷酷な本性をしており、魔女を滅ぼすためならカサンドラ王国軍がどうなろうが構わないと考えている。
ジュエルジュード
旧教会が誇る精鋭部隊、八八旅団の旅団長。
白銀の鎧の効果で魔法の力を軽減できるとはいえ、ヴィータの奏の軽重の中でも立ち上がって前進するほどの膂力を持ち、槍の一振りでハリガンの木偶人形を15、6体戦闘不能にしてしまうなど圧倒的な強さを誇る。部隊指揮にも長け、ナーガたちとの初戦では状況に応じて的確な指示を出し、カサンドラ王国軍にも勝利したナーガたちの布陣を難なく破って見せた。しかし、討伐軍とカサンドラ王国軍の仲裁をしている間に体制を立て直され、ナーガの策によって旅団の先鋒を壊滅させられる。最後はハリガンとの一騎討ちに敗北して戦死した。教会の戦士らしく魔女を神の敵として認識しているが、ハリガンに敗れたときは彼女を一流の戦士と認めた。
グリスタン
「異端殺し」の異名を持つ、旧教会第七旅団の旅団長。
ジュエルジュードが旧教会最強であるのに対して、旧教会最凶と呼ばれる。個人の戦闘力ではジュエルジュードに敵わないが用兵に長け、攻城戦を得意としており、旅団全体としての戦闘力は八八旅団にも匹敵すると言われている。異端者や魔女を焼き、苦しむ様を見るのを好むという残忍な性格をしている。
八八旅団の敗北後に最果ての半島に送り込まれ、カサンドラ王国を魔女支援国家として魔女共々滅ぼそうとするが、進軍中に後続の部隊と分断されたところを魔女･カサンドラ王国の連合軍に強襲され、形勢不利と判断して撤退しようとするがかなわず最期は奴隷兵に討ち取られる。
ゲッツェンバーグ
旧教会第二旅団の旅団長。
グリスタンがやりすぎないようにするための抑え役。
無人になったカナルの街に誘い込まれたところをヴィータの奏の軽重で動きを封じられ、抵抗もできないままユウキとリィリィの魔法で旅団ごと一網打尽にされる。
メッシーナ
旧教会第八旅団の旅団長。
グリスタン、ゲッツェンバーグと共にカサンドラ王国へ攻め込むが、先行していた第二旅団と第七旅団が壊滅したことで撤退を決意する。

## 既刊一覧

### 小説
- 舞阪洸（著）・よう太（イラスト） 『落ちてきた龍王と滅びゆく魔女の国』 メディアファクトリー→KADOKAWA〈MF文庫J〉、全12巻
  1. 2012年7月25日発売[3]、ISBN 978-4-8401-4648-7
  2. 2012年11月22日発売[4]、ISBN 978-4-8401-4872-6
  3. 2013年3月25日発売[5]、ISBN 978-4-8401-5134-4
  4. 2013年8月23日発売[6]、ISBN 978-4-8401-5281-5
  5. 2014年1月24日発売[7]、ISBN 978-4-04-066213-8
  6. 2014年11月21日発売[8]、ISBN 978-4-04-066991-5
  7. 2015年4月24日発売[9]、ISBN 978-4-04-067614-2
  8. 2015年8月25日発売[10]、ISBN 978-4-04-067746-0
  9. 2016年2月25日発売[11]、ISBN 978-4-04-068111-5
  10. 2016年7月25日発売[12]、ISBN 978-4-04-068459-8
  11. 2017年3月25日発売[13]、ISBN 978-4-04-069080-3
  12. 2017年10月25日発売[14]、ISBN 978-4-04-069292-0

### 漫画
- 舞阪洸（原作）・よう太（キャラクター原案）・村松麻由（作画） 『落ちてきた龍王と滅びゆく魔女の国』 メディアファクトリー→KADOKAWA〈MFコミックス フラッパーシリーズ〉、全4巻
  1. 2013年8月23日発売[15]、ISBN 978-4-8401-5311-9
  2. 2014年3月22日発売[16]、ISBN 978-4-04-066507-8
  3. 2014年9月23日発売[17]、ISBN 978-4-04-066854-3
  4. 2015年3月23日発売[18]、ISBN 978-4-04-067296-0